# Stockhorn Arena
De Stockhorn Arena (vroegere namen Arena Thun) is een voetbalstadion in Thun, Zwitserland, dat plaats biedt aan 10.000 toeschouwers. De bespeler van het stadion is FC Thun, dat uitkomt in de Zwitserse Super League. Voorheen speelde FC Thun in het Stadion Lachen.

## Geschiedenis
Na de openingsceremonie (9 juli 2011) werd de eerste wedstrijd in het stadion gespeeld tussen 1. FC Köln en FC Thun. Dit vriendschappelijk duel eindigde met een remise (2-2). Het eerste doelpunt in het stadion werd gemaakt door Milivoje Novakovič van Köln.

## Architectuur
In de Stockhorn Arena wordt gespeeld op kunstgras (KR FIFA-2-Star-gecertificeerd). De capaciteit van het Stockhorn Arena bedraagt 10.000 toeschouwers bij voetbalwedstrijden en 20.000 bezoekers voor andere evenementen.

## Galerij

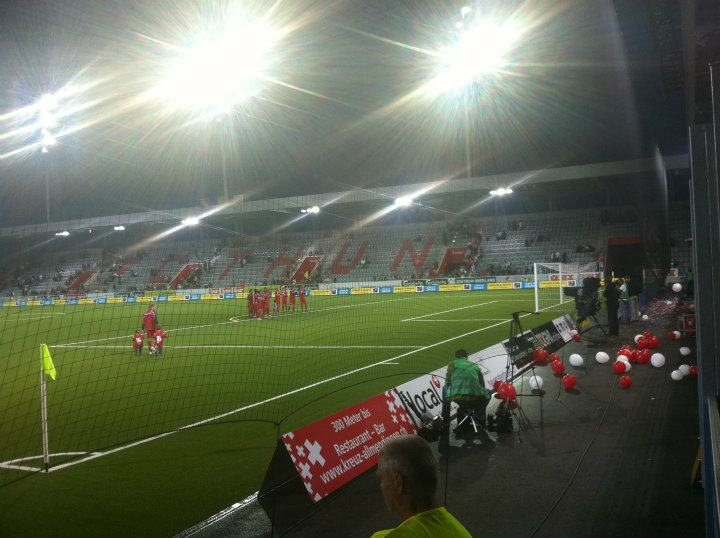
Interieur
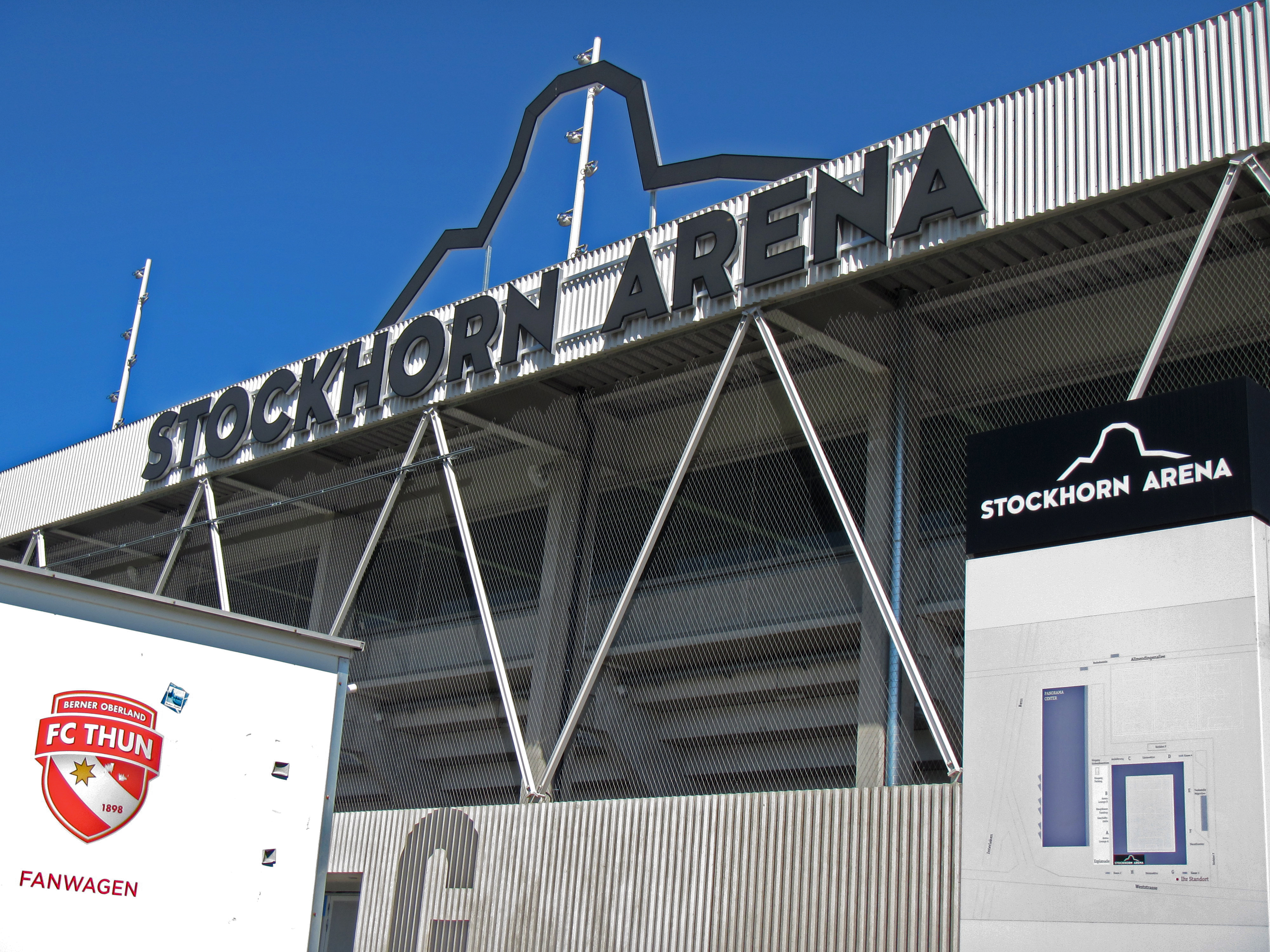
Buitenkant van het stadion (met logo en informatiepaneel)
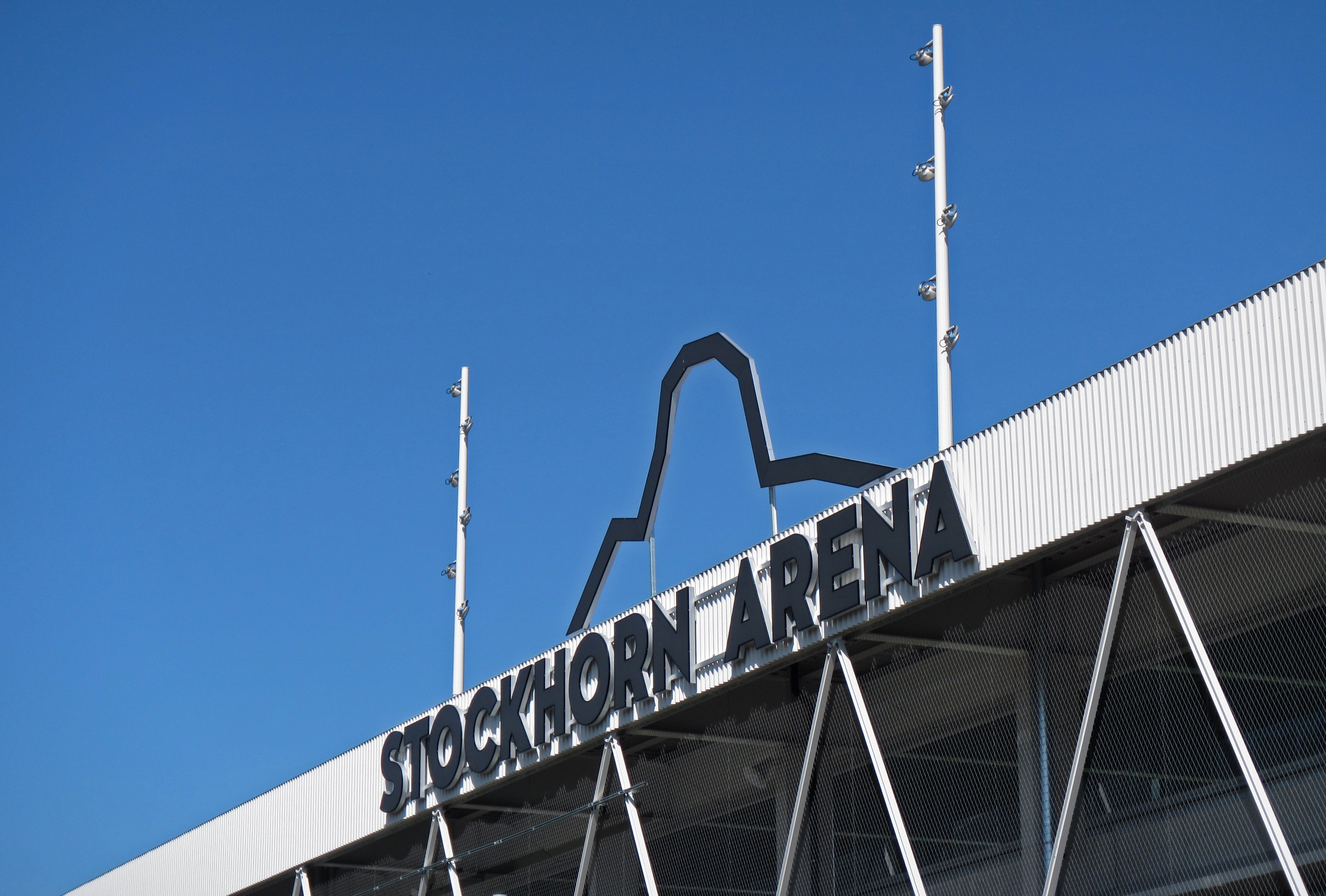
Detail logo
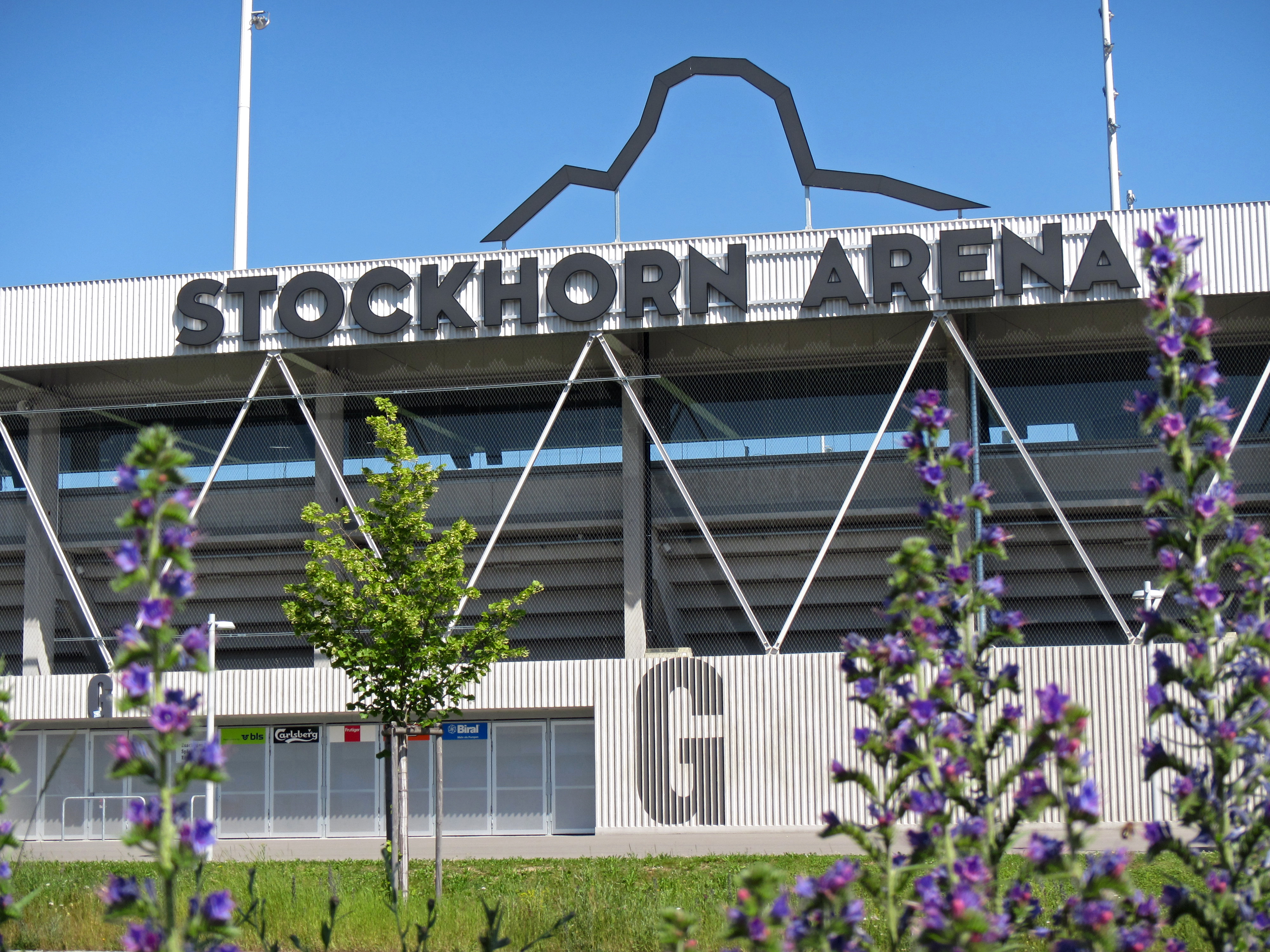
Buitenkant van het stadion (met logo)
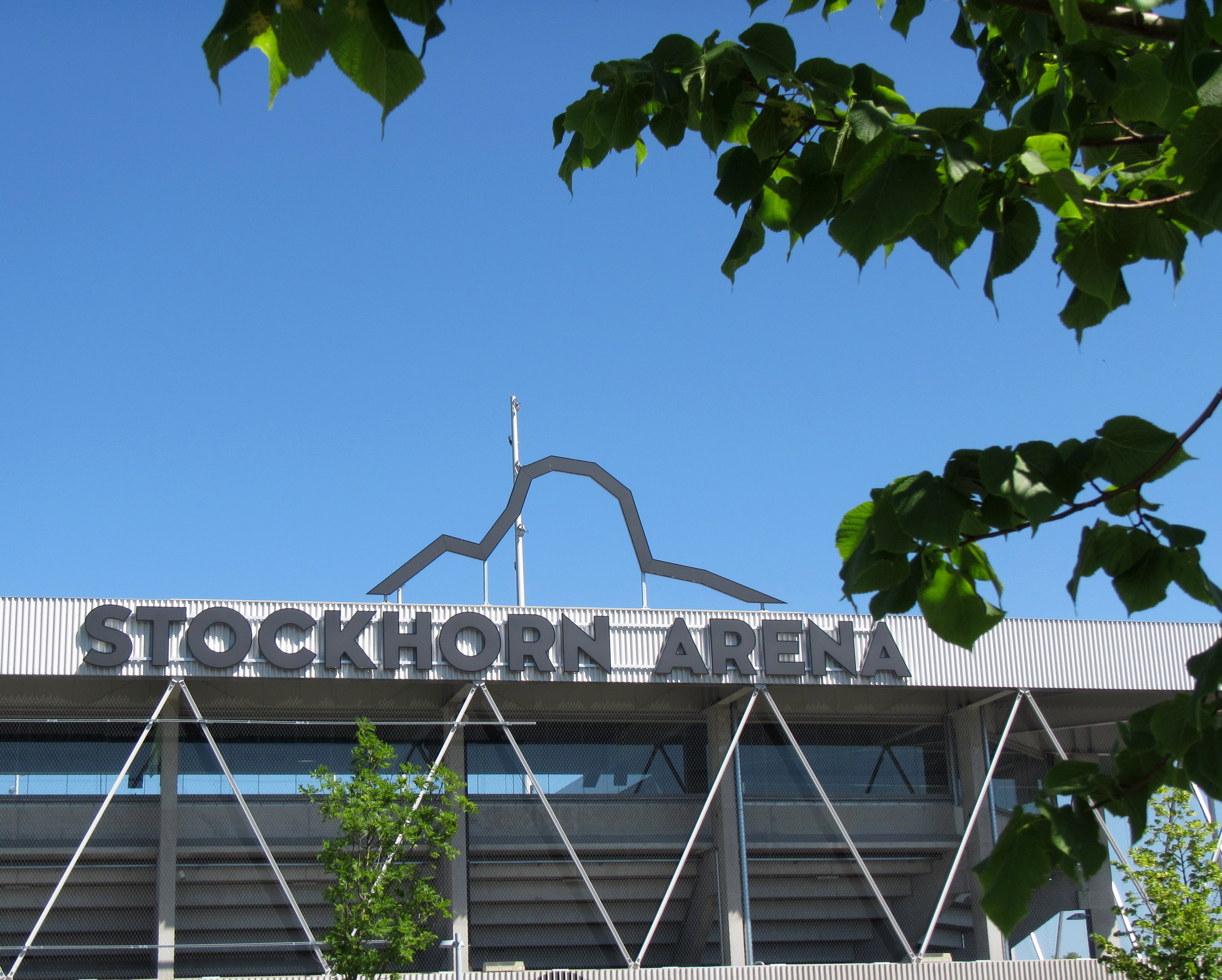
Buitenkant van het stadion (met logo)
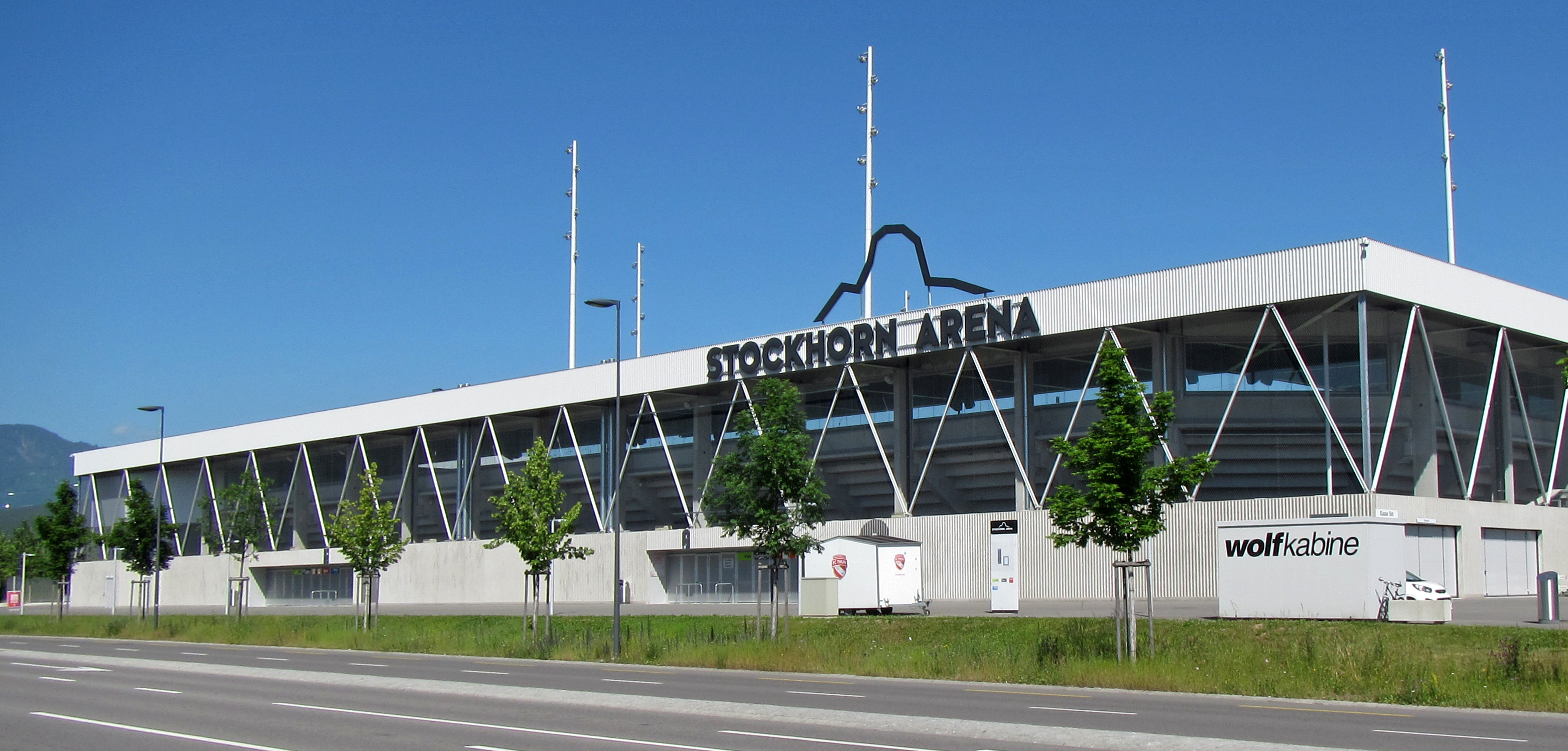
Panorama